# Caravana de la mort
La Caravana de la mort és el nom que va rebre un esquadró de l'Exèrcit de Xile, que va recórrer tot el país durant l'octubre de 1973, després del cop d'estat d'Augusto Pinochet, assassinant a més de 120 opositors al règim. Els seus objectius immediats eren els membres del Partit Socialista, però també van executar militants del MIR, del Partit Comunista i ciutadans sense cap vinculació política. Quan es va restablir la democràcia a Xile i les circumstàncies ho van permetre, Arellano Stark i quatre exmilitars més foren condemnats per l'assassinat de quatre persones.
Entre els membres de la Caravana de la mort hi havia dos soldats d'infanteria i nou oficials de l'Exèrcit, com el general de brigada Sergio Arellano Stark, el tinent coronel Sergio Arredondo González (designat més tard director de l'Escola d'Infanteria), el "mayor" Pedro Espinoza Bravo, oficial d'Intel·ligència de l'Exèrcit (ascendit més tard a cap d'operacions de la policia secreta DINA), el capità Marcelo Moren Brito (després comandant del camp de tortures Villa Grimaldi) i el tinent Armando Fernández Larios (que més endavant, com a agent de la DINA, va estar involucrat en l'assassinat d'Orlando Letelier).
El grup viatjava de presó en presó en un helicòpter Puma, executant presos polítics amb armes petites i amb armes blanques. Les víctimes eren enterrades tot seguit en tombes sense identificar. Ara bé, al nord de Xile, la campanya d'assassinats es va fer encara més cruenta, amb diversos afusellaments massius i l'enterrament dels cossos en fosses comunes al desert.
Una de les actuacions més significatives de la Caravana de la mort fou la que van fer a Calama. Allí van fer una tria de 26 presos a l'atzar, d'una llarga llista de detinguts, i els van portar als afores de la ciutat. Després de flagel·lar-los, la comitiva militar els va afusellar i després els va enterrar en una fossa comuna clandestina per tal de fer-los desaparèixer.

## Procediment judicial
L'any 1998, el jutge espanyol Baltasar Garzón, basant-se en les querelles presentades per Victoria Saavedra i pel col·lectiu de dones de Calama, entre d'altres, i dins del cas Caravana de la mort, que investigava el jutge xilè Juan Guzmán Tapia, va ordenar l'arrest de l'exdictador Augusto Pinochet, en aprofitar que es trobava a Londres, sota els càrrecs de segrest i homicidi qualificat.
El juny de 1999, Guzmán Tapia va ordenar l'arrest de cinc oficials militars retirats (inclòs un general) per haver participat en la Caravana de la mort.
El març de 2006, el jutge Víctor Montiglio va fer arrestar tretze exoficials de l'Exèrcit acusats d'homicidi. El 17 de juliol de 2006, la Corte Suprema de Xile va desposseir de la immunitat parlamentària com a expresident el general Pinochet per la seva implicació en el cas i revocar una resolució anterior. Finalment, el 28 de novembre de 2006, el jutge Víctor Montiglio el va processar per aquest cas i en va ordenar l'arrest domiciliari